# Поли Шор мёртв
«По́ли Шор мёртв» (англ. Pauly Shore Is Dead) — художественный фильм с Поли Шором в главной роли. Он же выступил продюсером, сценаристом и режиссёром картины.

## Сюжет
Фильм о нелёгкой судьбе голливудского актёра. Поли Шор нарушает закон для того, чтобы разоблачить своё окружение (режиссёров, актёров, поп-звезд) в лицемерии. Но всякое преступление наказуемо.

## В ролях
| Актёр            | Роль                                         |
| ---------------- | -------------------------------------------- |
| Поли Шор         | Поли Шор                                     |
| Уильям Эрл Браун | Баки «из Кентукки» двоюродный брат Поли Шора |
| Кристин Герольд  | кузина Баки                                  |
| Дэвид Керси      | Баки-младший                                 |
| Мириам Коэн Киэл | дочь Баки                                    |
| Келли Карстен    | жена Баки                                    |
| Тимми Джеймисон  | Сэм Кинисон                                  |
| Клинт Ховард     | менеджер Поли                                |
| Бобби Ли         | доставщик                                    |
| Джейсон Мьюз     | Роберт Франческо                             |
| Крис Пенн        | гей в тюрьме                                 |
| Сэм Рубин        | Майкл Фиглиолия                              |
| Лала Слоатмен    | проститутка на чердаке                       |
| Мэрилин Мартинес | домработница                                 |
| Эшли Л. Андерсон | Эшли                                         |
| Камилла Андерсон | девушка Майкла Мэдсена                       |
| Адам Барнхардт   | Лоуренс                                      |
| Джейми Бергман   | Зое Абернаки                                 |
| Эми Уэбер        | подруга Зое                                  |
| Рик Дукомман     | Митч Розенберг                               |

В роли самих себя:
- Памела Андерсон
- Бритни Спирс
- Эй Джи Бенза
- B-Real
- Тодд Бриджес
- Тиффани Шэпис
- Томми Чонг
- Карсон Дэйли
- Эллен Дедженерес
- Джуэл Денайл
- Дастин Даймонд
- Энди Дик
- Snoop Dogg
- Dr. Dre
- Джерри Данфи
- Фред Дёрст
- Салли Эрна
- Перри Фаррелл
- Кори Фельдман
- Хайди Флайс
- Ники Хилтон
- Пэрис Хилтон
- Като Келин
- Крэйг Килборн
- Томми Ли
- Курт Лодер
- Марио Лопес
- Майкл Мэдсен
- Билл Мар
- Рози О’Доннелл
- Нэнси О’Делл
- Шон Пенн
- Салли Джесси Рафаэль
- Крис Рок
- Ja Rule
- Адам Сэндлер (голос)
- Чарли Шин
- Том Сайзмор
- Верн Тройер